# اس‌ام یوسی-۲۶
اس‌ام یوسی-۲۶ (به انگلیسی: SM UC-26) یک زیردریایی بود که طول آن ۱۶۲ فوت ۳ اینچ (۴۹٫۴۵ متر) بود. این زیردریایی در سال ۱۹۱۶ ساخته شد.